# Aulo Plauzio
Aulo Plauzio (in latino Aulus Plautius; 4 a.C. circa) è stato un politico e generale romano, che nel 43 d.C. diede inizio alla conquista romana della Britannia, di cui fu anche il primo governatore (43 - 47 d.C.).

## Biografia

### Carriera politica e militare
Si sa poco sugli inizi della sua carriera. Da un'iscrizione si viene a sapere che fu coinvolto nella soppressione di una rivolta di schiavi in Apulia, prima del 14, insieme a Marco Elio Celere. Fu console suffetto nella seconda metà del 29 e forse fu governatore della provincia della Pannonia. Nei primi anni del regno di Claudio sappiamo da un'inscrizione che supervisionava la costruzione di una strada tra Trieste e Fiume.
Claudio gli affidò il compito di condurre l'invasione della Britannia nel 43, in supporto di Verica, re degli Atrebati e alleato di Roma, che era stato deposto dai Catuvellauni. Al comando di quattro legioni (la IX Hispana, la II Augusta, la XIV Gemina e la XX Valeria Victrix), oltre a circa 20.000 ausiliari (compresi Traci e Batavi). La II Augusta era sotto il comando del futuro imperatore Tito Flavio Vespasiano. Gli altri comandanti erano: il fratello di Vespasiano, Tito Flavio Sabino e Gneo Osidio Geta (di cui parla Cassio Dione). Gneo Senzio Saturnino, che è menzionato da Eutropio, potrebbe, in realtà, avere soltanto accompagnato solo successivamente Claudio.
Sulle coste settentrionali della Gallia Plauzio fece fronte ad un ammutinamento delle sue truppe, riluttanti ad attraversare l'Oceano e ad andare a combattere ai limiti del mondo conosciuto. Rientrato l'allarme, l'invasione ebbe inizio (i Romani potrebbero essere approdati a Richborough, nel Kent). I Britanni, guidati da Togodumno e Carataco dei Catuvellauni, erano riluttanti ad affrontare in campo aperto i Romani, ma preferivano, invece, darsi alla guerriglia. Tuttavia, Plauzio sconfisse prima Carataco e poi Togodumno sui fiumi Medway e Tamigi. Togodumno morì poco dopo, mentre Carataco, che era sopravvissuto, continuò ad essere una spina nel fianco per gli invasori (fino al 51, quando, sconfitto da Publio Ostorio Scapula, si rifugiò presso i Briganti, ma venne fatto prigioniero dalla loro regina, Cartimandua, alleata di Roma).
Raggiunto il Tamigi, Plauzio, ricevuti rinforzi, marciò sulla capitale catuvellauna, Camulodunum (Colchester). Su questo territorio venne creata una provincia, mentre alleanze vennero strette con i popoli vicini. Plauzio divenne governatore, carica che mantenne fino al 47, quando fu sostituito da Publio Ostorio Scapula. Rientrato a Roma, a Plauzio fu tributata un'ovatio.

### Parentele
Plauzio era probabilmente un lontano parente della prima moglie di Claudio, Plauzia Urgulanilla. Quinto Plauzio, console nel 36, era probabilmente suo fratello più giovane. Sua sorella sposò Publio Petronio: loro figlio (forse adottivo), Publio Petronio Turpiliano, fu poi console e governatore di Britannia.
Valendosi della sua patria potestà nel 57 Aulo Plauzio sottopose la moglie Pomponia Grecina a giudizio perché accusata di essere seguace di un «culto estraneo».

## Aulo Plauzio nella cultura di massa
Le figure storiche di Aulo Plauzio e Pomponia Grecina hanno ispirato gli omonimi personaggi nel romanzo Quo vadis? di Henryk Sienkiewicz. Nel film tratto dal romanzo, così come nel romanzo stesso, lui e la moglie vengono rappresentati come appartenenti alla prima comunità cristiana di Roma e genitori adottivi di Licia. Moriranno entrambi nella persecuzione del 65 d.C. voluta dall'imperatore Nerone: prima lei, che viene sbranata dai leoni, poi lui, che viene arso sul rogo mentre viene riconosciuto essere il conquistatore della Britannia da Nerone e Tigellino.
Inoltre, a partire dal 2018, Plauzio appare come protagonista-antagonista nella serie televisiva targata Amazon Prime-Sky Original Britannia, dove è interpretato dall'attore britannico David Morrissey.